# Forsthaus Popiel
Forsthaus Popiel ist eine Wüstung im Gebiet der Woiwodschaft Westpommern in Polen. 
Die Wüstung liegt in Hinterpommern, etwa 80 Kilometer nordöstlich von Stettin und etwa 30 Kilometer südlich von Kołobrzeg (Kolberg), nahe dem südlichen Ufer des Jezioro Studnica (Steudnitzsee). 
An dieser Stelle wurde in der 2. Hälfte des 19. Jahrhunderts von dem knapp vier Kilometer westlich gelegenen Dorf Pinnow aus eine kleine Siedlung angelegt, die den Namen Ausbau Pinnow erhielt. Im Jahre 1905 lebten hier 67 Einwohner. 
Im Jahre 1906 wurde der Ort in den Forstgutsbezirk Sophienwalde eingegliedert. Die zum Ausbau gehörenden Landflächen wurden aufgeforstet und an der Stelle des Ausbaus ein Forsthaus angelegt. Dieses führte zunächst den Namen Forsthaus am Steudnitzsee. Mit der Auflösung des Forstgutsbezirks im Jahre 1928 kam die Fläche in die Gemeinde Reselkow. Als Wohnplätze der Gemeinde Reselkow wurden bis 1945 noch Ausbau Pinnow und Forsthaus am Steudnitzsee zugleich aufgeführt.
Das Forsthaus ist auf dem deutschen Messtischblatt von 1942 unter dem neuen Namen Forsthaus Popiel verzeichnet. Diesen Namen hatte es von dem weiter östlich gelegenen Forsthaus Borckenhof, auch Forsthaus Popiel genannt, übernommen, das um 1890 aufgegeben worden war. 
Nach 1945 kam Forsthaus Popiel, wie ganz Hinterpommern, an Polen. Heute liegt der Ort wüst. Die Wüstung liegt im Gebiet der polnischen Gmina Rymań (Landgemeinde Roman).